# Baletanke
Baletske patike ili baletanke su vrsta obuće koju balerine i baletski igrači nose uvek u predstavama klasičnog baleta, a nekada i u modernim predstavama.
Baletska patika omogućava igru u poziciji „poluprsti“ i njih u predstavama nose baletski igrači, i u nekim epizodnim (npr. karakternim, i drugim) i balerine.
Baletske patike su jednake, i oblikuju se tek prema stopalu (levom ili desnom). Proizvode se industrijski, ali je najbolje kada ih iskusan majstor napravi prema stopalu igrača. Uobičajeno je da žene nose roza, a muškarci crne. Kada se želi efekat kao da su igrači bosi, nose se bele baletanke. Izrađuju se od platna ili kože.
Posebnu vrstu baletanki predstavljaju špic-patike koje omogućavaju igru na vrhovima prstiju. Njih nose isključivo balerine a u ponekom modernom baletu i muškarci.